# Коршунова (деревня)
Коршунова — деревня в Шатровском районе Курганской области. Входит в состав Терсюкского сельсовета.

## История
До 1917 года в составе Терсюкской волости Ялуторовского уезда Тобольской губернии. По данным на 1926 год состояла из 92 хозяйств. В административном отношении являлась центром Коршуновского сельсовета Шатровского района Тюменского округа Уральской области.

## Население
| 1989 | 2002 | 2010 |
| ---- | ---- | ---- |
| 144  | ↘94  | ↘38  |

По данным переписи 1926 года в деревне проживало 426 человек (196 мужчин и 230 женщин), в том числе: русские составляли 100 % населения.